# Ribus
RiBus var en dansk bus-operatør baseret i Ribe Amt. I juli 2002 indgav RiBus sin konkursbegæring.

## Konflikt
RiBus blev landskendt i 1994, da virksomheden blev centrum for en af de mest langvarige og voldsomme faglige konflikter i Danmarkshistorien.
Konflikten, der varede i 268 dage, startede 10. februar 1994 med at buschafførerne i Esbjerg gennemførte en strejke i forbindelse med udliciteringen af busdriften i amtet. Chaufførerne hævdede at RiBus, der vandt licitationen, tilbød dem væsentligt forringede løn- og arbejdsforhold. Chaufførerne blev fyret som konsekvens af strejken.
Konflikten blev intensivt dækket i de danske medier, eftersom de fyrede chaufførers blokader af skruebrækker-chaufførerne ofte udviklede sig til deciderede gadekampe mellem demonstranter og politi. Desuden blev der øvet hærværk mod både busser og på flere privatpersoners adresser.
Chaufførerne blev støttet fra mange sider. Fagbevægelsen støttede kampen i dens indledende fase, og der blev foranstaltet store solidaritetsaktioner i hele landet. Desuden blev blokadevagterne ofte støttet af tilrejsende fagforenings- og venstrefløjsaktivister.